# Solució lambdavacuum
En la relativitat general, una solució lambdavacuum és una solució exacta de l'equació de camp d'Einstein en la qual l'únic terme del tensor esforç-energia és un terme constant cosmològica. Això es pot interpretar físicament com una mena d'aproximació clàssica a una energia de buit diferent de zero. Aquestes es discuteixen aquí a diferència de les solucions al buit en què la constant cosmològica està desapareixent.

## Definició
L'equació de camp d'Einstein s'escriu sovint com{\displaystyle G^{ab}+\Lambda \,g^{ab}=\kappa \,T^{ab},} amb un terme anomenat constant cosmològica {\displaystyle \Lambda \,g^{ab}}. No obstant això, és possible moure aquest terme cap a la dreta i absorbir-lo al tensor esforç-energia {\displaystyle T^{ab}}, de manera que el terme constant cosmològica es converteix en una contribució més al tensor esforç-energia. Quan desapareixen altres contribucions a aquest tensor, el resultat {\displaystyle G^{ab}=-\Lambda \,g^{ab}} és un lambdavacuum. Una formulació equivalent en termes del tensor de Ricci és {\displaystyle R^{ab}=\left({\tfrac {1}{2}}R-\Lambda \right)\,g^{ab}.}

## Interpretació física
Un terme constant cosmològica diferent de zero es pot interpretar en termes d'una energia de buit diferent de zero. Hi ha dos casos:
- {\displaystyle \Lambda >0}: densitat d'energia de buit positiva i pressió de buit isòtropa negativa, com a l'espai de Sitter,
- {\displaystyle \Lambda <0}: densitat d'energia de buit negativa i pressió de buit isòtropa positiva, com a l'espai anti-de Sitter.

La idea que el buit tingui una densitat d'energia que no s'esvaeix pot semblar contraintuïtiva, però això té sentit en la teoria quàntica de camps. De fet, fins i tot es poden verificar experimentalment energies de buit diferents de zero en l'efecte Casimir.

## Tensor d'Einstein
Els components d'un tensor calculats respecte d'un camp de trama en lloc de la base de coordenades s'anomenen sovint components físics, perquè aquests són els components que poden (en principi) ser mesurats per un observador. Un marc consta de quatre camps vectorials unitaris {\displaystyle {\vec {e}}_{0},\;{\vec {e}}_{1},\;{\vec {e}}_{2},\;{\vec {e}}_{3}} Aquí, el primer és un camp vectorial unitari com el temps i els altres són camps vectorials unitaris espacials, i {\displaystyle {\vec {e}}_{0}} és ortogonal a tot arreu a les línies del món d'una família d'observadors (no necessàriament observadors inercials).
Notablement, en el cas del lambdavacuum, tots els observadors mesuren la mateixa densitat d'energia i la mateixa pressió (isòtropa). És a dir, el tensor d'Einstein pren la forma {\displaystyle G^{{\hat {a}}{\hat {b}}}=-\Lambda {\begin{bmatrix}-1&0&0&0\\0&1&0&0\\0&0&1&0\\0&0&0&1\end{bmatrix}}} Dir que aquest tensor pren la mateixa forma per a tots els observadors és el mateix que dir que el grup d'isotropia d'un lambdavacuum és SO(1,3), el grup de Lorentz complet.

## Valors propis
El polinomi característic del tensor d'Einstein d'un buit lambda ha de tenir la forma {\displaystyle \chi (\zeta )=\left(\zeta +\Lambda \right)^{4}} Utilitzant les identitats de Newton, aquesta condició es pot reexpressar en termes de les traces de les potències del tensor d'Einstein com {\displaystyle t_{2}={\tfrac {1}{4}}t_{1}^{2},\;t_{3}={\tfrac {1}{16}}t_{1}^{3},\;t_{4}={\tfrac {1}{64}}t_{1}^{4}} on {\displaystyle {\begin{aligned}t_{1}&={G^{a}}_{a},&t_{2}&={G^{a}}_{b}\,{G^{b}}_{a},\\t_{3}&={G^{a}}_{b}\,{G^{b}}_{c}\,{G^{c}}_{a},&t_{4}&={G^{a}}_{b}\,{G^{b}}_{c}\,{G^{c}}_{d}\,{G^{d}}_{a}\end{aligned}}} són les traces de les potències de l'operador lineal corresponents al tensor d'Einstein, que té segon rang.

## Relació amb les varietats d'Einstein
La definició d'una solució lambdavacuum té sentit matemàticament, independentment de qualsevol interpretació física, i els lambdavacuums són un cas especial d'un concepte que s'estudia per matemàtics purs.
Les varietats d'Einstein són varietats pseudo-riemannianes en les quals el tensor de Ricci és proporcional al tensor mètric. Les varietats lorentzianes que també són varietats d'Einstein són precisament les solucions lambdavacuum.

## Exemples
Alguns exemples individuals destacables de solucions de lambdavacuum inclouen:
- L'espai de Sitter, sovint conegut com el model cosmològic dS,
- espai anti-de Sitter, sovint conegut com el model cosmològic d'AdS,
- mètrica de Sitter–Schwarzschild, que modela un objecte massiu simètric esfèrica immers en un univers de Sitter (i també per a AdS),
- mètrica de Kerr-de Sitter, la generalització rotativa d'aquesta última,
- Nariai espai-temps; aquesta és l'única solució en relativitat general, a part de l'electrobuit de Bertotti-Robinson, que té una estructura de producte cartesià.